# Малыхина, Елена Ивановна
Елена Ивановна Малыхина (3 августа 1925, Москва — 18 августа 2016) — советский и российский переводчик-унгарист.

## Биография
Окончила филологический факультет МГУ (1947). Работала редактором в издательстве «Художественная литература» (1955—1970). Дебютировала как переводчик в 1956. Член Союза писателей СССР (1973).

## Творчество
Переводила в основном венгерскую литературу XX в. В её переводах были опубликованы Михай Бабич, Шандор Мараи, Дьюла Круди, Тибор Дери, Дьюла Ийеш, Лайош Мештерхази, Иштван Эркень, Магда Сабо, Ференц Шанта, Петер Надаш, Петер Эстерхази, проза Миклоша Радноти, Яноша Пилинского и др. Переводила с английского Анну Рэдклиф, О. Генри, Д.Микеша, Г. Гаррисона, Ф. Пулмана. Составитель избранного Э. Ади, Д. Костолани, М. Радноти, Ш. Каняди и др.

## Признание
Международная премия Управления по охране авторских прав Венгрии за перевод (1975). Медаль памяти Эндре Ади Министерства культуры Венгрии (1979), премия будапештского издательства «Корвина» (1985), премии Тибора Дери (1987) и Милана Фюшта (1999), премия Инолиттл журнала «Иностранная литература» (1997). Почетный член Союза писателей Венгрии (1991). Малый крест Почётного ордена Венгерской республики (1997).